# جوناثان مارتينيز
خطأ لوا في mw.text.lua على السطر 25: bad argument #1 to 'match' (string expected, got nil).
جوناثان خوسوي مارتينيز سولانو (بالإسبانية: Jonathan Martínez)‏ (19 مارس 1998 تلمنكا كوستاريكا - ) هو لاعب كرة قدم كوستاريكي يلعب في خط الوسط في نادي كارميليتا الرياضي ضمن القسم الأول من دوري كوستاريكا لكرة القدم.

## روابط خارجية
- جوناثان مارتينيز على موقع الاتحاد الدولي (مؤرشف)  (الإنجليزية)
- جوناثان مارتينيز على موقع قاعدة بيانات كرة القدم.إي يو (الإنجليزية)
- جوناثان مارتينيز على موقع Soccerway.com (الإنجليزية)